# بوراسا
بلدية بوراسا (بالإسبانية: Borrassá) هي بلدية تقع في مقاطعة جرندة التابعة لمنطقة كتالونيا شمال شرق إسبانيا.

## الديموغرافيا
بلغ عدد سكان بلدية بوراسا 709 نسمة عام 2011 (وفقاً للمعهد الوطني الإسباني للإحصاء).
| 503 | 514 | 538 | 586 | 613 | 665 | 709 |